# Área de Conservação da Paisagem da Floresta de Carvalhos de Mädapea
A Área de Conservação da Paisagem da Floresta de Carvalhos de Mädapea é um parque natural localizado no Condado de Lääne-Viru, na Estónia.
A área do parque natural é de 72 hectares.
A área protegida foi fundada em 1958 para proteger a floresta de carvalhos de Mädapea e os seus arredores. Em 2007, a área protegida foi designada como área de conservação paisagística.